# 汶萊歷史
汶萊蘇丹國的統治曾存在於14世紀至16世紀。其領土涵蓋婆羅洲北部和菲律賓南部，但這一地方勢力在歐洲人的影響下逐步走向終結。後來，汶萊與西班牙有過一次短暫衝突，並取得了勝利。汶萊帝國（也稱渤泥國）在19世紀時達到頂峰後，因喪失領土過多給砂拉越的白人拉惹而導致其日漸衰落，最終造成現今的陸地狹小和兩廂分離的局面。汶萊在1888年至1984年期間是英國的保護國。

## 前蘇丹國時期

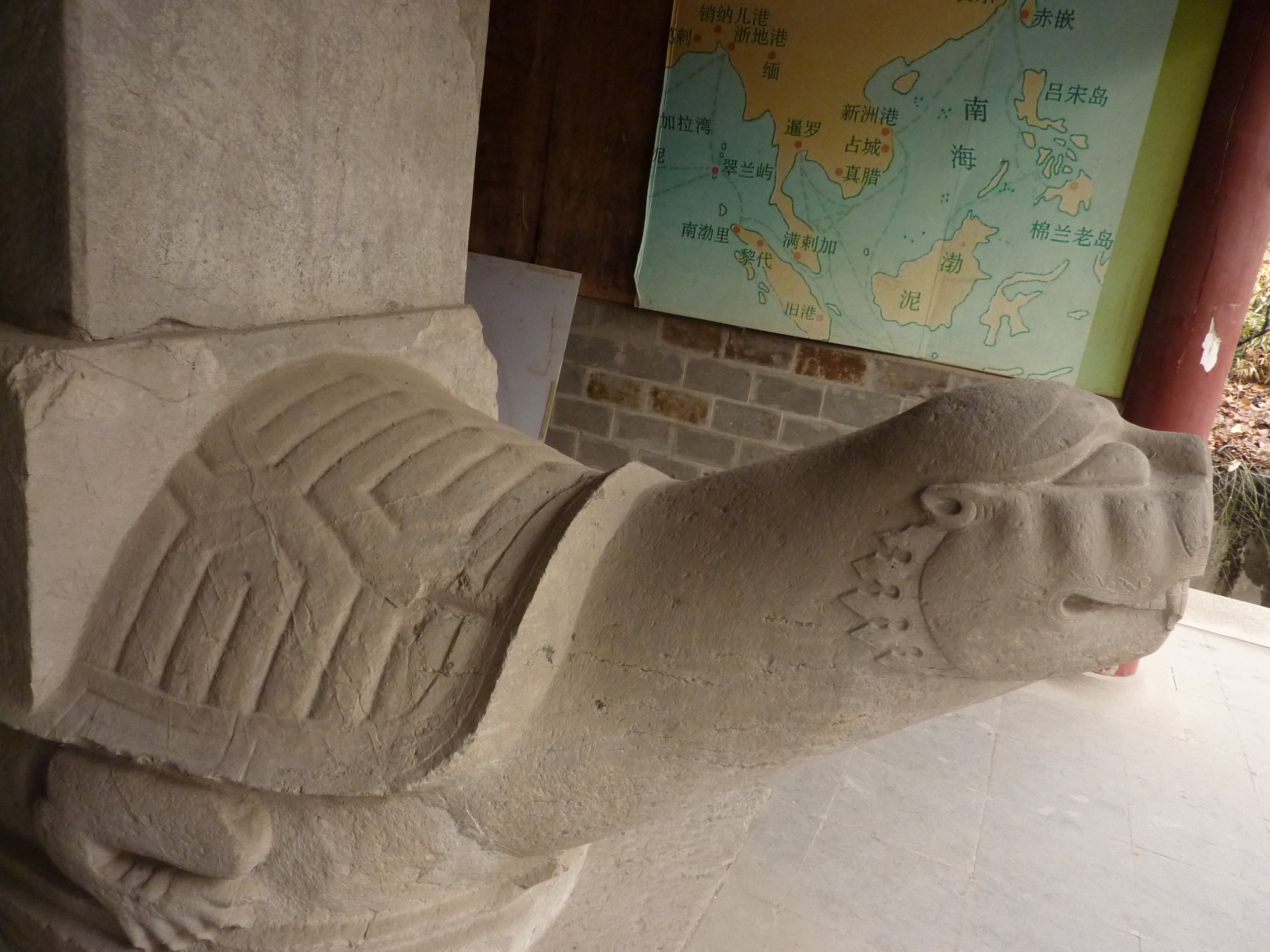
位於南京的一個帶有 Ma-na-jih-chia-na 紀念石碑的贔屭。

在歐洲人跟隨麥哲倫船隊的腳步來到以前，汶萊歷史主要依據當地傳說的猜測和對中國史籍的解讀而來。有歷史學家相信，現今所知的汶萊蘇丹國，可能起源於7世紀婆羅洲西北部一個名為「維賈耶普拉」（Vijayapura）的小國，也許是蘇門答臘強大帝國三佛齊的一個從屬國。而另外一個起源可能，則被認為是名叫「渤泥」（Po-ni）的小國。到了10世紀，渤泥國與宋朝開始接觸並交好，甚至在一定程度上與之形成附庸關係。到了14世紀，渤泥被歸入來自爪哇的滿者伯夷帝國的統治之下。作者Prapanca在其於1365年編著的《爪哇史頌》一書的第14章節中，提到是滿者伯夷的一個諸侯國。然而，更能體現這種狀態的莫過於渤泥對滿者伯夷的朝貢關係，皆因渤泥每年都要向滿者伯夷進貢由檳榔樹的嫩綠果實所鮮榨而成的一罐檳榔汁。

## 與華關係及「京那峇當岸」
文莱在元代史籍中称“渤泥”，明代史籍中称“文莱”。文莱长期受中国文化影响，13世纪后呈现伊斯兰化。当代文莱由浡泥国苏丹马合谟沙与福建移民黄森屏所率领的华人社团联手建成。而马合谟沙之子、苏丹麻那惹加那则曾于1408年到访中国，后逝世并安葬于南京的浡泥国王墓。

## 伊斯蘭教及「黃金時代」

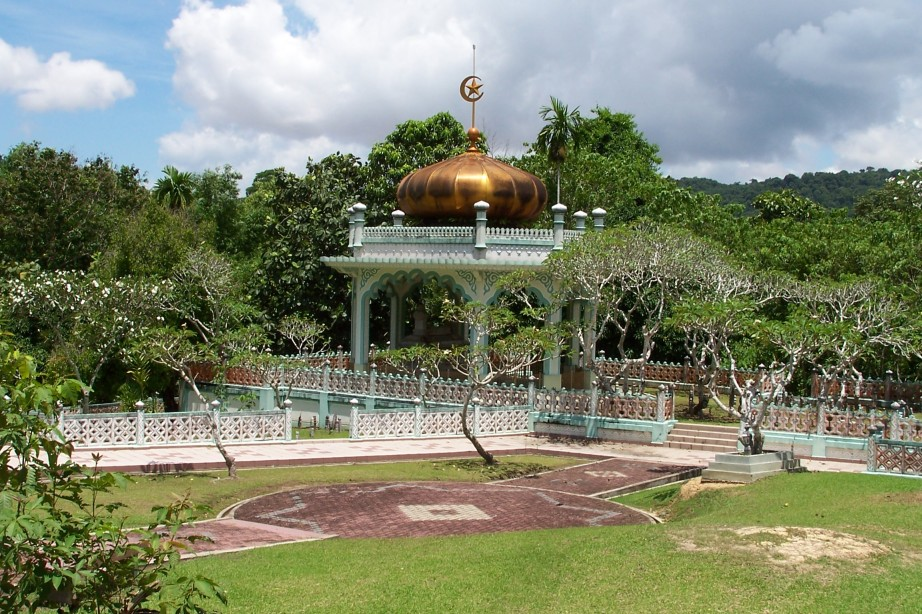
位於哥打峇都 (汶萊-摩拉)附近的第五任汶萊蘇丹博爾基亞之陵墓。他的在位時期被譽為汶萊歷史上的「黃金時代」。

14世纪，文莱伊斯兰教君主国脫離爪哇的控制，在14世纪至16世纪非常强大，国土包括菲律宾南部以及纳闽、砂拉越和沙巴。
在15世纪，渤泥国与穆斯林的马六甲王国关系密切。

## 歐洲殖民時代
汶萊在本區域的關係因歐洲列強各方的變化而不同。在多數情況下，葡萄牙人更加傾向於同地區大國在經濟及貿易方面取得聯繫，故對汶萊的發展干預甚少；然而雙方並未因此交好，當中包括葡萄牙人於1536年襲擊摩鹿加穆斯林一事，不僅招致了蘇丹的敵意，就連葡國駐汶萊內廷大使也在種種壓力之下不得不選擇離開。葡萄牙人認為，汶萊蘇丹國在本區域的政治和戰爭中扮演了重要角色，這從汶萊客商遍佈洛坤和暹羅的光景中可見一斑。
相較而言，汶萊與西班牙人的敵對關係更為激烈。自1565年起，西班牙海軍和汶萊軍隊之間就時常出現一些小規模的軍事衝突；到了1571年，西班牙人擊敗了當地的汶萊貴族並成功佔據馬尼拉；汶萊曾調遣大批部隊並有意奪回該城，但由於種種原因而未能實行。1578年，西班牙佔據了蘇祿並於4月攻克汶萊，隨後要求蘇丹停止其在菲律賓的回教傳教活動，而轉為讓基督教傳教活動活躍於其王國境內。後來由於當地爆發霍亂與痢疾，西班牙人因此損失慘重並開始安排撤離行動。在疫情好轉的72天後，西班牙人決定放棄汶萊並於1578年6月26日返回駐地馬尼拉。這一系列的短期破壞對汶萊影響甚微，而蘇祿也因此得以在不久後恢復到獨立自主的狀態。可是，汶萊卻從此喪失了在呂宋的主導權，而整個島嶼也被牢牢掌握在西班牙人的手中。
本地区变化的长期影响不能够避免。在苏丹侯赛因之后，文莱进入了衰落时期。这是由于文莱内部对于苏丹位置的争夺以及欧洲殖民力量在这一地区的影响力上升，此外还有其他包括具有争议的传统贸易事情以及文莱与许多其他东南亚苏丹国的经济基础。
在蘇丹奧瑪·阿里·賽夫汀二世統治期間，砂拉越曾先後發生多處騷亂。直至1839年，英國探險家詹姆斯·布魯克抵達婆羅洲後，才協助蘇丹鎮壓了這些舉事。
作為相應的回報，布魯克成為砂拉越的地方首長以及後來的「白人拉者」，並逐步擴張了在其控制之下的領土範圍。布魯克曾試圖拿下汶萊的控制權，然而未能得償所願。他詢問了英國政府是否接受其本人將汶萊佔為己有，卻被英國方面告知，儘管汶萊存在管理不善之處，其仍舊有著意義鮮明的國家認同，故不能就此被布魯克吞併之。
1843年，一場公開的軍事衝突在布魯克與蘇丹之間爆發，並以後者被擊敗而告終。為此，蘇丹承認了砂拉越相對獨立的特殊地位。1846年，渤泥國首都渤泥城（Brunei Town）遭受英軍襲擊並被其佔據，而蘇丹賽夫汀二世也只能被迫簽訂條約以結束英國對渤泥城的佔領。同年，蘇丹賽夫汀二世簽訂納閩條約，並將納閩交予英國。後來，他於1847年與英國簽訂了「友好通商條約」，又在1850年與美國簽訂了類似條約。經過長年積累，歷任汶萊蘇丹所割讓給砂拉越的領土範圍在進一步延伸。1877年，砂拉越首府古晉以東地帶被租借給英屬北婆罗洲渣打公司，後經割讓而成為北婆羅洲的一部份。
1888年，文莱沦为英国的保护国。

## 独立

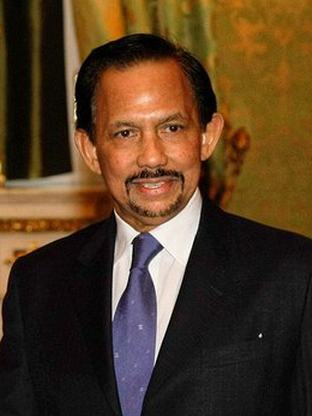
哈桑纳尔·博尔基亚，汶萊第29任苏丹。

外部的压力最终导致文莱于1984年1月1日获得独立。然而英国与文莱签订的防务协定依然有效。苏丹掌握着国家的政治权力。同年文莱加入东南亚国家联盟和联合国。独立初期，政党活动合法，然而在1988年被禁止。

## 另見
- 汶萊內戰
- 文莱苏丹列表
- 東南亞歷史
- 亞洲歷史

## 腳註
1. ↑  注意：不是與之同名的印度城鎮維賈耶普拉。
2. ↑  有趣的是，正當中國海盜林阿鳳於1574年12月襲擊馬尼拉之時，汶萊未能在西班牙人分心的狀態下獲得任何翻盤的機會。

## 延伸阅读
[在维基数据编辑]
 《宋史/卷489》，出自脱脱《宋史》